# Подорожник Корнута
Подорожник Корнута (Plantago cornutii) — вид трав'янистих рослин родини подорожникові (Plantaginaceae), поширений у центральній Азії, досягаючи Чорного моря та деяких розкиданих районів північного Середземномор'я.

## Опис
Багаторічна рослина 20–60 см заввишки. Приквіток в 2–2.5 рази коротший ніж чашечка. Суцвіття 5–20 см завдовжки, вгорі досить густе, в нижній частині квітки розставлені. Листки товстуваті, яйцевидо-еліптичні або яйцеподібні, в основі звужені в досить довгий черешок. Пиляки 1.5–1.8 × 0.7–1 мм, блідо-жовті. Плоди 3.2–4 × 2–2.5 мм, 3–4(5)-насінні, гладкі. Насіння 1.5–2.5 × 0.8–1.4 мм. 2n = 12.

## Поширення
Європа: Болгарія, Хорватія, Франція, Іспанія, Італія, Молдова, Росія, Румунія, Словенія, Україна; Азія: Сибір, Далекий Схід, Монголія. Населяє помірно солоні вологі ґрунти.
В Україні зростає на солонцюватих луках і солончаках — на півдні Лісостепу, в Степу, степовому Криму, зрідка. Входить у переліки видів, які перебувають під загрозою зникнення на територіях Київської й Луганської областей.